# Henry de Trubleville
Sir Henry de Trubleville (auch Turbeville) († 21. Dezember 1239) war ein anglonormannischer Militär und Beamter, der auch als Seneschall der Gascogne diente. Als loyaler Unterstützer der Könige Johann Ohneland und Heinrich III. und als fähiger Kommandant diente er während des Ersten Kriegs der Barone, in der Gascogne und in der Bretagne, in Südwales und bei einem Feldzug nach Norditalien.

## Herkunft
Henry de Trubleville stammte möglicherweise aus einer Familie aus Dorset, die vermutlich erst zu Beginn des 13. Jahrhunderts von der Normandie nach Melcombe in Dorset übergesiedelt war. Die Familie benannte sich nach Thouberville, sie nannte sich auch Turbeville. Henry hatte mehrere Schwestern, sein Bruder Drogo war Kanoniker in Rouen.

## Aufstieg als Militär
Trubleville diente während des Ersten Kriegs der Barone ab 1215 als Hauptmann für König Johann Ohneland. 1216 war er für die Besoldung königlicher Truppen in Rochester zuständig. 1217 hatte er zusammen mit Richard Siward erheblichen Anteil an dem englischen Sieg über eine französische Flotte in der Schlacht von Sandwich. Während der Minderjährigkeit von König Heinrich III. stand Trubleville weiter im Dienst der Krone. 1221 diente er als Richter in Westminster, 1223 versuchte er, Barone zur Unterstützung des Regentschaftsrats zu bewegen und 1224 und 1225 erteilte er Kaufleuten aus der Normandie die Erlaubnis zum Handel mit englischen Kaufleuten. Offenbar gehörte er zu den engeren Mitarbeitern des Justiciars Hubert de Burgh, der bereits während der Schlacht von Sandwich sein Kommandant gewesen war. Henrys Onkel Ralph de Trubleville gehörte zu den engsten Mitarbeitern von de Burgh. Während des Französisch-Englischen Kriegs ab 1224 gehörte Trubleville 1225 zu dem Truppenkontingent, dass unter dem Kommando von Richard von Cornwall und William Longespée in die Gascogne aufbrach. Nach der vorzeitigen Rückkehr von Longespée nach England übernahm Trubleville vermutlich das Kommando über die englischen Truppen in der Gascogne, die er gegen französische Angriffe weiter sichern konnte. Wohl wegen dieses Erfolgs wurde er 1227 zum Seneschall der Gascogne ernannt. Als Seneschall musste er jedoch Machtkämpfe innerhalb der Stadt Bordeaux, andauernde Revolten in Bayonne, Spannungen mit dem mächtigen Vicomte von Béarn und ein schwieriges Verhältnis zu Frankreich bewältigen. Trubleville konnte zwar zahlreiche einflussreiche Adlige aus der Gascogne überzeugen, dass ihre Treue zum englischen König für sie von Vorteil war, doch die politischen Spannungen in der Gascogne konnte er kaum befrieden. Aufgrund seiner knappen finanziellen Mittel waren seine Handlungsmöglichkeiten zudem stark eingeschränkt. Für sein Amt musste er  6000 Mark Schulden aufnehmen müssen. Im Juni 1228 konnte er bei Verhandlungen  in Nogent eine Verlängerung des Waffenstillstands mit Frankreich erreichen. Während des Feldzugs von Heinrich III. nach Frankreich 1230 wurde Trubleville als Seneschall abgelöst. Während des Feldzugs diente er als Kommandant der strategisch wichtigen Insel Oléron.

## Rolle während der Rebellion von Richard Marshal
Während der politisch schwierigen Zeit zwischen 1232 und 1234 wurde Trubleville als Günstling des gestürzten Hubert de Burgh zunächst von der neuen Regierung unter Peter des Roches schikaniert. Im Oktober 1232 erklärte der König, dass er die Schulden, die Trubleville als Seneschall gemacht hatte, nicht übernehmen würde. Stattdessen behauptete der König entgegen den Tatsachen, dass Trubleville für sein Amt ausreichende Mittel bekommen hätte. Im Dezember 1232 wurde Trubleville beschuldigt, ohne Genehmigung Landbesitz des Königs in der Gascogne verkauft zu haben. Dennoch blieb Trubleville, im Gegensatz zu seinem alten Waffenbruder Richard Siward, weiterhin ein loyaler Unterstützer des Königs, der ab Ende 1232 angesichts der Rebellion von Richard Marshal, 3. Earl of Pembroke dringend Unterstützung benötigte. Spätestens ab September 1233 führte Trubleville königliche Truppen gegen die Rebellen in den südlichen Welsh Marches. Nachdem er den Winter von 1233 bis 1234 in Bristol verbracht hatte, führte er im März 1234 von dort eine Flotte den River Towy hinauf nach Carmarthen Castle, wo er die mit den Rebellen verbündeten walisischen Belagerer unter Rhys Gryg schlug und damit die Belagerung aufheben konnte.

## Erneuter Dienst als Seneschall der Gascogne
Im Mai 1234 wurde Trubleville erneut zum Seneschall der Gascogne ernannt. Dabei waren seine Möglichkeiten wieder aufgrund seiner unzureichenden Finanzmittel, aber auch wegen einer engen Kontrolle seiner Amtsführung durch die Regierung in England stark beschränkt. Dennoch konnte er erfolgreich gegen Rebellen vorgehen und von 1234 bis 1235 den mit England verbündeten Herzog Johann I. von der Bretagne militärisch unterstützen. Mehrmals reiste er von der Gascogne nach England, wo er unter anderem 1236 bei der Aussöhnung von Gilbert Marshal, 4. Earl of Pembroke mit dem König zugegen war. Dazu untersuchte er in Oxford einen Aufruhr gegen den päpstlichen Legaten Oddone di Tonengo und dessen Gefolge.  Nachdem er bereits 1237 kurzzeitig als Seneschall der Gascogne abgelöst worden war, wurde er im November 1238 endgültig abgelöst. Obwohl Trublevilles Amtsführung als Seneschall der Gascogne sowohl politisch wie auch finanziell ein Misserfolg war, wurde seine Amtszeit 1252 in der Gascogne, im Vergleich zur Amtsführung von Simon de Montfort, als gerecht und friedvoll verklärt.

## Feldzug nach Norditalien und Tod
1238 erreichte Trubleville den Höhepunkt seiner militärischen Karriere, als er zusammen mit Wilhelm von Savoyen, einem Onkel von Königin Eleonore, ein englisches Kontingent in die Lombardei führte. Dort unterstützten sie den römisch-deutschen Kaiser Friedrich II., einen Schwager des englischen Königs, im Kampf gegen den Lombardenbund. Die Engländer halfen den Kaiserlichen bei der Belagerung von Mailand und bei Kämpfen gegen Piacenza. Nachdem er nach England zurückgekehrt war, legte Trubleville zusammen mit Richard von Cornwall am 12. November 1239 ein Kreuzzugsgelübde ab. Er starb jedoch bereits wenige Wochen später. Der Chronist Matthew Paris beklagte den Tod des erfahrenen Militärs, der auch von Kaiser Friedrich II. gelobt worden war. Heinrich III. schenkte Trublevilles Bruder Drogo 60 Shilling, um ein Gefäß für Trublevilles Herz zu kaufen, das zur Herzbestattung in die Normandie gebracht werden sollte.

## Aufbau eines Landbesitzes und Familie
Heinrich III. hatte Trublevilles Treue mit reichlich mit Landbesitz, Vormundschaftsverwaltungen und einträglichen Ämtern belohnt. Der Großteil von Trublevilles Ländereien befand sich in Devon, dazu erwarb er zwischen 1216 und 1233 Landbesitz in zehn weiteren Grafschaften. 1233 wurde ihm die Verwaltung von Usk und Glamorgan in Wales übertragen. Später wurde er Kommandant von Corfe Castle, wofür der König ihm jährlich 80 Mark zahlte. Ab 1230 war er Verwalter von Jersey und Guernsey. Als er 1229 finanzielle Mittel für seinen Dienst in der Gascogne benötigte, verpfändete er seine Ländereien für zwei Jahre für £ 500. Dazu besaß er noch Landbesitz in der Gascogne und betätigte sich als Kaufmann. Er exportierte Wolle in die Normandie und importierte Wein aus der Gascogne nach England.
Vermutlich 1227 hatte Trubleville eine Hawissa geheiratet, deren Herkunft unbekannt ist. Möglicherweise war sie Hawise de Londres, die Erbin der Herrschaft Kidwelly, die aber bis 1233 oder 1234 noch verheiratet war. Sie überlebte ihn, doch die Ehe war kinderlos geblieben. Da Trubleville ohne eheliche Nachkommen gestorben war, wurde sein Besitz nach seinem Tod unter seinen Erben aufgeteilt. Er hatte eine uneheliche Tochter, Edelina, die möglicherweise in der Gascogne geboren wurde und später Elie de Blénac aus der Saintonge heiratete.